# Chœurs de garçons
 (février 2024).

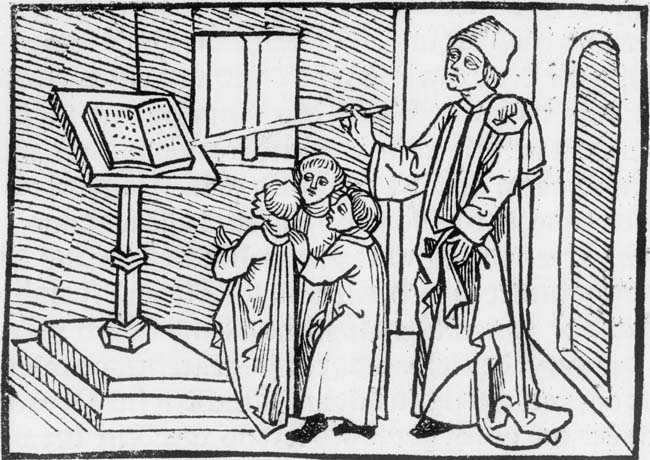
Trois enfants de chœur et leur maître de musique - Gravure de 1488

Les chœurs de garçons occupent une place particulière dans le monde du chant choral et plus spécifiquement des chœurs d'enfants. Autrefois omniprésents dans l'Europe chrétienne, leur nombre a considérablement diminué à partir du XIXe siècle. Après la levée de l'interdit autrefois fait aux femmes et aux jeunes filles de chanter à l'église, c'est principalement au titre de la qualité unique des voix de garçons que ce type de chœur subsiste aujourd'hui.
Les effectifs des chœurs de garçons sont exclusivement masculins. En pratique, il s'agit le plus souvent de chœurs associant voix d'hommes (ténor, basse et éventuellement alto) et voix de garçons avant la mue (soprano et éventuellement alto). Longtemps destinés principalement au répertoire liturgique (et plus généralement religieux) chrétien, notamment au sein des chœurs professionnels des cathédrales et de nombreuses collégiales, ces chœurs de garçons (souvent appelés maîtrises) se sont de nos jours diversifiés et abordent un répertoire plus étendu.

## Chœurs allemands
- Les Petits Chanteurs de la cathédrale d'Augsbourg (de) (Augsburger Domsingknaben)
- Chœur d'État et de la cathédrale de Berlin (de) (Staats- und Domchor Berlin)
- Les Petits Chanteurs Aurelius de Calw (Aurelius Sängerknaben Calw)
- Chœur de la Sainte-Croix de Dresde (Dresdner Kreuzchor)
- Chœur de garçons de Göttingen (Göttinger Knabenchor)
- Chœur de garçons de Hanovre : Knabenchor Hannover
- Regensburger Domspatzen (Les Moineaux de la cathédrale de Ratisbonne)
- Chœur de l'église Saint-Thomas de Leipzig (Thomanerchor)
- Chœur de garçons de Tölz : Tölzer Knabenchor
- Chœur de garçons de Windsbach (Windsbacher Knabenchor)

## Chœurs anglais
- Libera (St. Philips Boy's Choir)
- Le Chœur Volontaire de la Cathédrale de Worcester (Worcester Cathedral Voluntary Choir)
- Le Chœur du New College d'Oxford (The Choir of New College Oxford)
- Le Chœur de l'Église du Christ de la cathédrale d'Oxford (Christ Church Cathedral Choir, Oxford)
- Le Chœur du King's College (Choir of King's College, Cambridge)
- Le Chœur du College St. John's, Cambridge (Choir of St. John's College, Cambridge)
- Le Chœur de la cathédrale Saint-Paul de Londres (St Paul's Cathedral Choir, London)
- Le Chœur de l'abbaye de Westminster (Westminster Abbey Choir School)
- Le Chœur de la cathédrale de Westminster (Westminster Cathedral Choir School)

## Chœurs autrichiens
- Les Petits Chanteurs de Vienne (Wiener Sängerknaben)
- Les Petits Chanteurs du Chœur de garçons de Wilten (Wiltener Sängerknaben)
- Les Petits Chanteurs de Saint-Florian (Sankt Florianer Sängerknaben)

## Chœurs belges
- Les Pastoureaux (Petits Chanteurs de Waterloo)
- Les Petits Chanteurs de Belgique (Lessines)
- Les Petits Chanteurs de Bruxelles (anciennement Petits Chanteurs du Collège Saint-Pierre de Uccle)
- Flanders Boys Choir (Sint-Niklaas)
- Schola Cantorum Cantate Domino (Aalst)

## Chœurs canadiens
- Les Petits Chanteurs de Laval
- Les Petits Chanteurs du Mont-Royal

## Chœurs espagnols

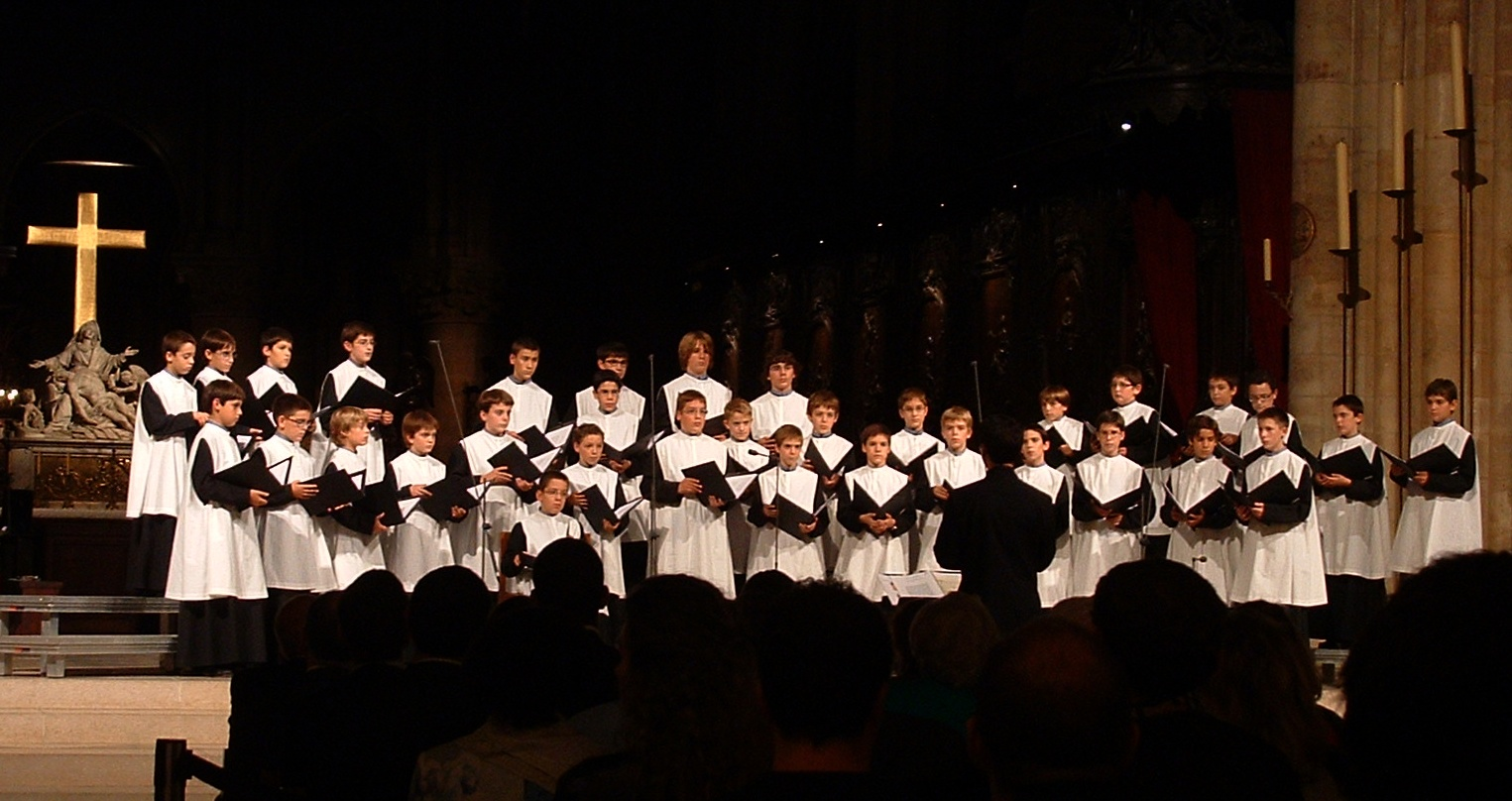
Escoliana Montserrat

- L'Escolania de l'Escorial
- L'Escolania de Montserrat

## Chœurs américains

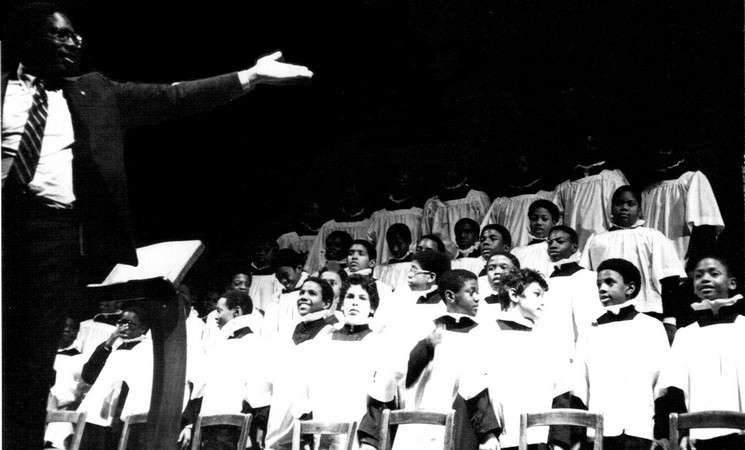
The Boys Choir of Harlem à Paris en 1974

- Boys Choir of Harlem (en) : chœur de garçons afro-américains et hispaniques fondé en 1968.
- Miami Boys Choir : chœur de garçons juifs de New York qui existe depuis les années 1970.
- Pacific Boychoir (en) : chœur de garçons d'Oakland, codétenteurs de trois Grammy Awards.
- Chœur de garçons du Texas (The Texas Boys Choir)
- Minnesota Boychoir : chœur de garçons du Minnesota créé en 1962.

## Chœurs français
- Les Petits Chanteurs de Sainte-Croix de Neuilly (The Paris Boys Choir) The Paris Boys Choir - Les Petits Chanteurs de Sainte-Croix de Neuilly

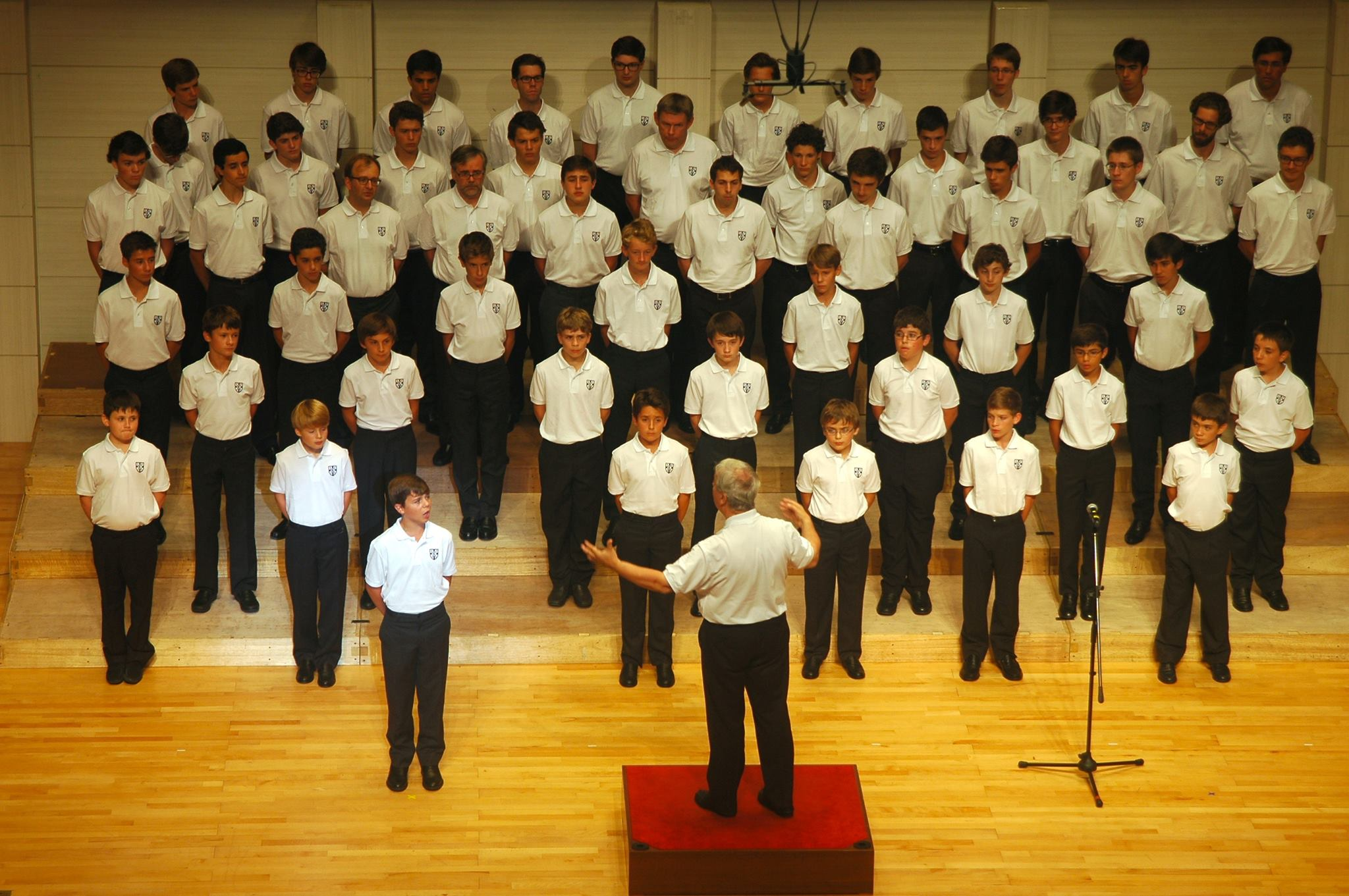
The Paris Boys Choir - Les Petits Chanteurs de Sainte-Croix de Neuilly

- Les Petits Chanteurs d'Aix-en-Provence (garçons et filles depuis 2013)
- Les Petits Chanteurs de Bordeaux
- Les Petits Chanteurs de la Vierge noire (des années 1960 à 1990)
- Le Chœur de Garçons de Mulhouse
- La Maîtrise de Caen
- La Maîtrise de la Primatiale Saint Jean de Lyon (Les Petits Chanteurs de Lyon)
- La Maîtrise de Garçons de Colmar
- La Maîtrise de l'Institution Notre-Dame Saint-François - chœur de garçons (Évreux)
- La Maîtrise de garçons de la cathédrale Saint-Étienne de Toulouse
- Les Petits Chanteurs à la croix de bois (The Little Singers of Paris)
- Les Petits Chanteurs d'Asnières, Les Poppys
- Les Petits Chanteurs de Saint-André de Colmar
- Les Petits Chanteurs Franciliens
- Les Petits Chanteurs de France
- Les Petits Chanteurs de Thann
- La Maîtrise des Hauts de France (Lambersart)
- Les Petits Chanteurs de Lambres-lez-Douai
- Les Petits Chanteurs de Narbonne
- Les Petits Chanteurs de Nogent-sur-Marne (« Moineaux du Val-de-Marne »)
- Les Petits Chanteurs de Passy
- L'Académie Musicale de Liesse
- Les Petits Chanteurs de Saint Dominique

## Chœurs monégasques

Les Petits Chanteurs de Monaco au palais de Monaco, 2016.

- Les Petits Chanteurs de Monaco au palais de Monaco, 2016.Les Petits Chanteurs de Monaco (The Monaco Boys Choir)

## Chœurs néerlandais
- Le Chœur de l'église Notre-Dame de Breda (Sacramentskoor Breda)
- Le Chœur des garçons de Hollande (Holland Boys Choir (nl), anciennement Stadsknapenkoor Elburg) (inactif)

## Chœurs polonais
- Le Chœur de garçons d'Olsztyn (Olsztyński Chór Chłopięcy)
- Le Chœur de garçons de Poznań (pl) (Poznański Chór Chłopięcy)
- Les Pueri Cantores Resovienses (pl) de Rzeszów
- Le Chœur Cantores Minores (pl) de Varsovie

## Chœurs slovaques
- Chœur de garçons de Bratislava

## Chœurs suisses
- La Maîtrise de Fribourg (Die Freiburger Sängerknaben)
- Les Petits Chanteurs de la Schola de Sion (anciennement Schola des Petits Chanteurs de Notre-Dame de Valère)
- La Maîtrise de garçons de Bâle (Knabenkantorei Basel)
- Les Petits Chanteurs de Zurich (Zürcher Sängerknaben (de))

## Chœurs suédois
- Stockholms Gosskör (sv) de Stockholm.

## Chœurs juifs

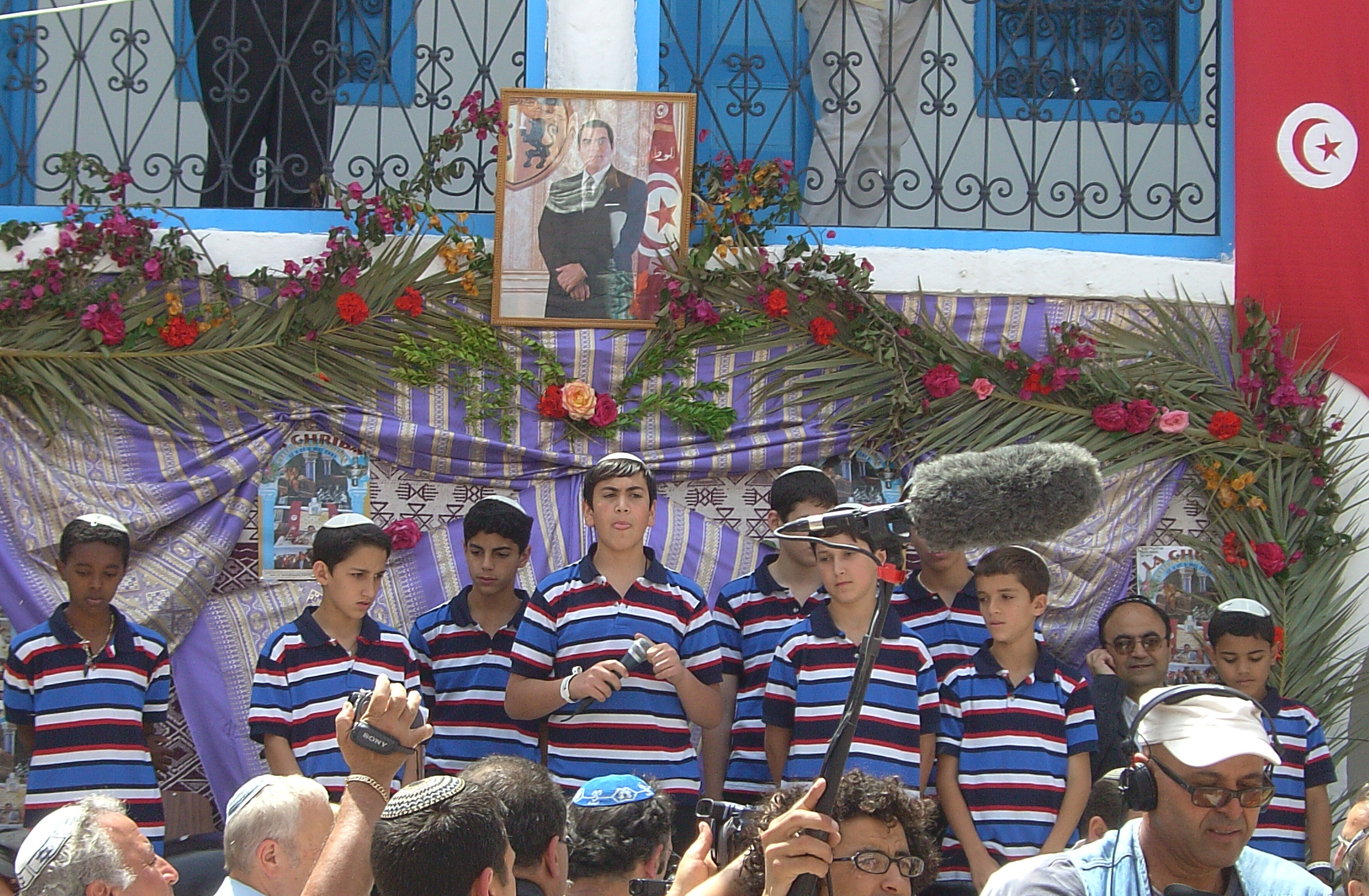
Les Jerusalem Boys Choir en concert à la Synagogue de la Ghriba, Djerba, Lag Ba'omer 2007.

Les années 1970 ont vu l'apparition de chœurs de garçons juifs très populaires, (en hébreu Pir 'hei פִּרְחֵי)
- en Angleterre : London Boys Choir (ou London School of Jewish Song)
- aux États-Unis : Tzlil V'Zemer Boys Choir, Miami Boys Choir, Yeshiva Boys Choir
- en Israël : Pirchei Yerushalayim
- en France : Chevatim